# 蘇紫雲
蘇紫雲，軍事戰略學者，現任國防安全研究院國防戰略與資源研究所研究員兼所長，哥哥為現任臺南市市長黃偉哲，姐姐為統派政治評論員黃智賢，堂弟為黃重諺，曾任總統府發言人、總統府副秘書長，現任國家安全會議諮詢委員。畢業於淡江大學國際事務與戰略研究所博士，波蘭華沙大學博士，他的研究領域為古典與現代軍事戰略、國防經濟與產業、中國軍備等。

## 家庭
蘇紫雲母親是獨生女，所以他從母姓姓蘇，和從父姓的兄姐黃偉哲、黃智賢不同姓。

## 學歷
- 淡江大學國際事務與戰略研究所博士

## 現職
- 國防安全研究院國防戰略與資源研究所所長（？－現任）

## 經歷
- 軍事雜誌編輯
- 國關中心研究兼任助理
- 國家安全會議專案助理研究員
- 華沙大學博士班獎學金
- 立法院法案助理
- 國家安全會議研究員
- 美國國務院訪問學人
- 國防部機要
- 淡江大學整合科技與戰略中心執行長
- 陸軍官校兼任助理教授
- 國防大學兼任助教授
- 國防安全研究院副研究員
- 國防安全研究院國防戰略與資源研究所研究員